# 2818 Juvenalis
2818 Juvenalis је астероид главног астероидног појаса чија средња удаљеност од Сунца износи 2,375 астрономских јединица (АЈ).
Апсолутна магнитуда астероида је 13,7.